# Virenium
Virenium-ul este un aliaj conținând cupru, zinc și nichel. A fost utilizat prima dată pentru emisiunile monetare ale insulei Man, în prezent fiind folosit mai mult pentru monede comemorative și medalii. Este asemănător cu aliajul german silver. 